# Bambalina Teatre Practicable
Bambalina Teatre Practicable és una companyia de teatre valenciana, fundada a Albaida el 1981. Fundada i dirigida per Jaume Policarpo, és la principal companyia teatral valenciana que fa ús de titelles en les seues representacions.

## Trajectòria
La companyia naix el 1981 a Albaida, fundada per un grup de joves que utilitzen el teatre com una forma de canalitzar les seues inquietuds artístiques, on s'hi troben els germans Jaume i Josep Policarpo, i els amics Ester Segrelles, Lali Vicent i Vicent Vila. Les primeres representacions foren El Principito-El gigante egoísta, Claroscuro i Moviscopi, amb una important repercussió de públic. A partir del 1986 el grup es profesionalitza, i representen obres com La cueva del gran Banús, Ferrabràs, Pinocho i Aladino. D'aquelles, és l'adaptació de Pinotxo, exhibida al Teatre Escalante el 1989, la que més repercussió té. El 1990, la companyia s'estableix a València, i combinen espectacles per a adults amb espectacles per a infants. Aquell mateix any, Vicent Vila deixa la direcció artística, que recau en Jaume Policarpo.
A la dècada del 1990 es produeix la consolidació internacional de la companyia, i impulsen iniciatives com la Mostra de Titelles a la Vall d’Albaida i el Museu Internacional de Titelles d’Albaida, que obri les portes el 1997.
El 1992 veu la llum la seua adaptació del Quixot, que ha sigut representada durant dècades i ha girat a diferents països en tots aquells anys.